# Trichomachimus kashmirensis
Trichomachimus kashmirensis là một loài ruồi trong họ Asilidae. Trichomachimus kashmirensis được Oldroyd miêu tả năm 1964. Loài này phân bố ở miền Ấn Độ - Mã Lai.